# ديفيد هارت دايك
ديفيد هارت دايك (بالإنجليزية: David Hart Dyke)‏ (و. 1938  م) هو عسكري من المملكة المتحدة.